# Дорофеевка (Харьковская область)
Дорофе́евка (укр. Дорофіївка) — село в Валковской городской общине Богодуховского района Харьковской области Украины.
Код КОАТУУ — 6321287503. Население, по переписи 2001 года, составляет 52 человека (21 мужчин и 31 женщин).

## Географическое положение
Село Дорофеевка находится в верховьях балки Хранцов Яр, в трёх километрах от истоков реки Шляховая (приток реки Коломак).
На расстоянии в 5 км расположено село Снежков.
Рядом проходит автомобильная дорога М-03 (E 40).

## История
Село впервьіе упоминается в 1761 году.

## Экономика
- В селе есть молочно-товарная ферма.